# 利马 (罗讷省)
利马（法語：Limas，法語發音：[lima]）是法国罗讷省的一个市镇，属于索恩河畔自由城区。

## 地理
利马（45°58'32"N, 4°42'20"E）面积5.52 平方千米，位于法国奥弗涅-罗讷-阿尔卑斯大区罗讷省，该省份为法国中东部省份，北起顺时针与索恩-卢瓦尔省、安省、里昂大都会、伊泽尔省和卢瓦尔省接壤。
与利马接壤的市镇（或旧市镇、城区）包括：索恩河畔自由城、波米耶、昂斯、格莱泽、金石门镇。

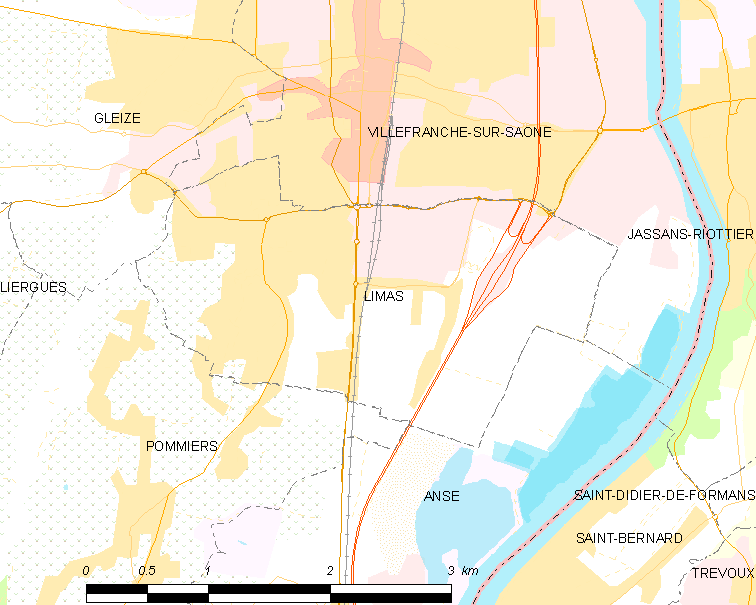
的OSM定位图

利马的时区为UTC+01:00、UTC+02:00（夏令时）。

## 行政
利马的邮政编码为69400，INSEE市镇编码为69115。

## 政治
利马所属的省级选区为格莱泽县。

## 人口

1962-2008年间人口变化图示

利马于2022年1月1日时的人口数量为4749人。